# Konstantin Judin
Konstantin Judin (russisk: Константи́н Константи́нович Ю́дин) (født 8. januar 1896 i Moskva i det Russiske Kejserrige, død 30. marts 1957 i Moskva i Sovjetunionen) var en sovjetisk filminstruktør.

## Filmografi
- Pige med karakter (Девушка с характером, 1939)[1][2]
- Fire hjerter (Сердца четырёх, 1941)
- Antosja Rybkin (Антоша Рыбкин, 1942)
- Tvillinger (Близнецы, 1945)
- Kosakhesten (Смелые люди, 1950)
- Forpost i bjergene (Застава в горах, 1953)
- Kærlighedens veje II (Шведская спичка, 1954)
- Na podmostkakh stseny (На подмостках сцены, 1956)
- Borets i kloun (Борец и клоун, 1957)